# Ушаси Чакраборти
Ушаси Чакраборти (бенг. ঊষসী চক্রবর্তী; род. Калькутта) — индийская актриса

, снимающаяся в фильмах на бенгальском языке. Дочь бенгальского политика Шьямала Чакраборти.
Она сыграла роль Сатьябати в экранизации Анджана Датта о Бёмкеше Бакши. Она сыграла роль Джун Гуха в бенгальском телешоу Sreemoyee.

## Фильмография
- Kaler Rakhal (2009)
- Byomkesh Bakshi (2010)
- Ranjana Ami Ar Ashbona (2011)[2]
- Abar Byomkesh (2011)
- Bedroom (2012)[2]
- Jibon Rang Berang (2012)
- Abaar Byomkesh Bakshi-Chitrachor (2012)[3]
- Kangal Malsat (2013)
- Mrs. Sen (2013)
- Teen patti (2014)
- Byomkesh Phire Elo (2014)
- Byomkesh Bakshi (2015)
- Byomkesh O Agniban (2017)
- Shah Jahan Regency (2018)[4]
- Mukhomukhi (2018)[4]
- Kusumitar Gappo (2019)[4]

### Телевидение
- Parikshya (Door Darshan Bangla, 2000)
- Neel Seemana (Zee bangla, 2006)
- Ekhane Aakash Neel (Star Jalsha 2008–2009)
- Sreemoyee (Star Jalsha 2019–2021)[5]
- Tumpa Autowali (Colors Bangla 2023 – н. в.)

### Веб сериал
- Virgin Mohito (2018)[6]
- Chhotolok (2023) on ZEE5[7]

## Награды
| Год  | Премия                          | Категория                           | Имя       | Результат |
| ---- | ------------------------------- | ----------------------------------- | --------- | --------- |
| 2022 | West Bengal Tele Academy Awards | Лучшая актриса (Отрицательная роль) | Sreemoyee | Победа    |